# Catocala conjuncta
Catocala coniuncta là một loài bướm đêm thuộc họ Noctuidae. Nó được tìm thấy ở Địa Trung Hải. Trước đây nó được xem là phân loài của Catocala delilah.
Loài bướm này phân bố khắp Nam Âu, Bắc Phi và đến Trung Đông. Ấu trùng ăn loài sồi Quercus ilex.

## Hình ảnh

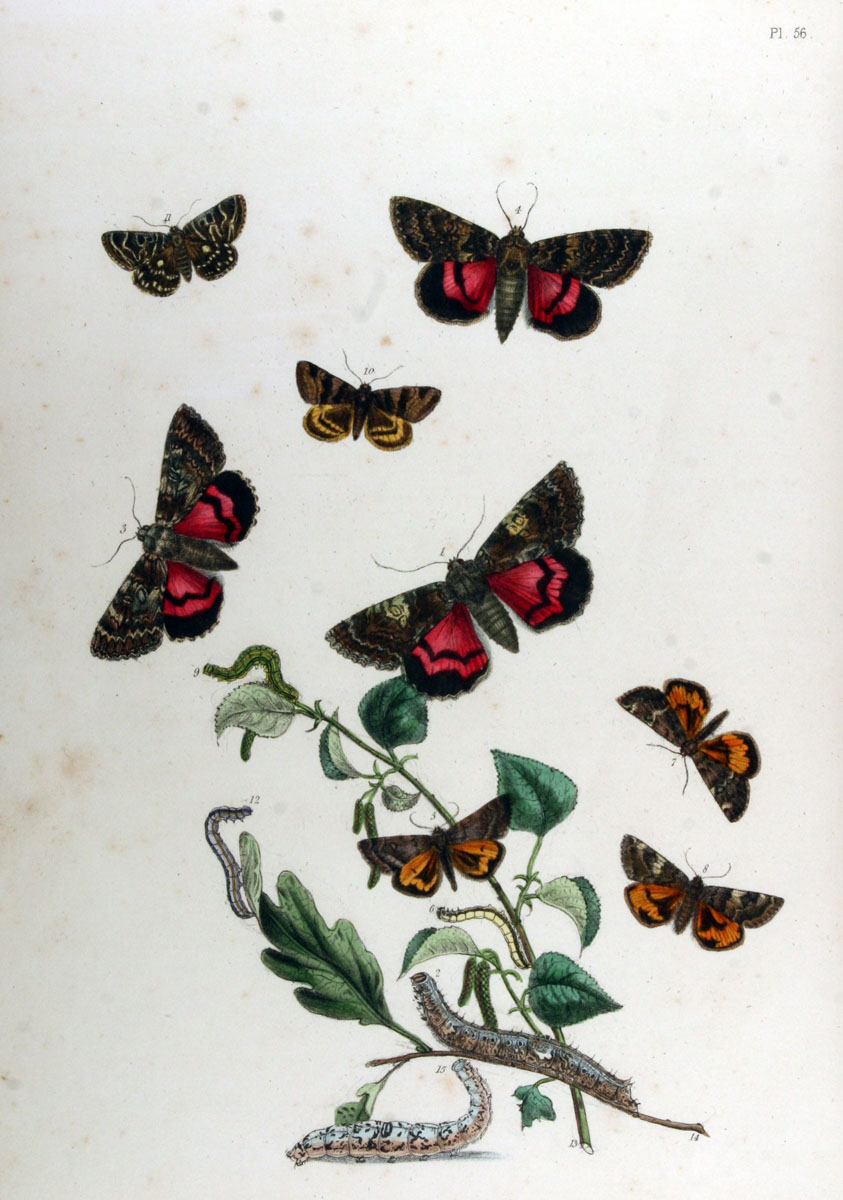